# Pierrefiques
Pierrefiques è un comune francese di 130 abitanti situato nel dipartimento della Senna Marittima, nella regione della Normandia.

## Società

### Evoluzione demografica
Abitanti censiti